# Liste der Kulturdenkmäler in Crainfeld
Die folgende Liste enthält die in der Denkmaltopographie ausgewiesenen Kulturdenkmäler auf dem Gebiet des Ortsteils Crainfeld der Gemeinde Grebenhain, Vogelsbergkreis, Hessen.
Hinweis: Die Reihenfolge der Denkmäler in dieser Liste orientiert sich an der Anschrift, alternativ ist sie auch nach der Bezeichnung oder der Bauzeit sortierbar.
Kulturdenkmäler werden fortlaufend im Denkmalverzeichnis des Landes Hessen durch das Landesamt für Denkmalpflege Hessen auf Basis des Hessischen Denkmalschutzgesetzes (HDSchG) geführt. Die Schutzwürdigkeit eines Kulturdenkmals hängt nicht von der Eintragung in das Denkmalverzeichnis des Landes Hessen oder der Veröffentlichung in der Denkmaltopographie ab.

| Bild                                                                                        | Bezeichnung                                        | Lage                                                                  | Beschreibung | Bauzeit | Objekt-Nr. |
| ------------------------------------------------------------------------------------------- | -------------------------------------------------- | --------------------------------------------------------------------- | --- | ------- | ---------- |
| Bild gesucht BW                                                                             | Gesamtanlage Crainfeld                             | Lage                                                                  | |         |            |
| Bild gesucht BW                                                                             | Backhaus                                           | An der Cent 5 LageFlur: 1, Flurstück: 129                             | nach 1832 erbaut |         |            |
| Bild gesucht BW                                                                             |                                                    | An der Cent 28 LageFlur: 1, Flurstück: 75                             | Großer traufständiger Einhof, 1911 erbaut | 1911    |            |
| Bild gesucht BW                                                                             |                                                    | Frankfurter Straße 3 LageFlur: 1, Flurstück: 269/3                    | Traufständiger Streckhof, wohl zu Beginn des 19. Jahrhunderts erbaut |         |            |
| Backhaus in der heutigen Frankfurter Straße in Crainfeld, Ansicht von Westen, Aufnahme 2013 | Backhaus                                           | Frankfurter Straße 8 LageFlur: 1, Flurstück: 15                       | im 19. Jahrhundert erbaut |         |            |
| Bild gesucht BW                                                                             |                                                    | Frankfurter Straße 14 LageFlur: 1, Flurstück: 10/2                    | Traufständiger sechszoniger Einhof, Anfang des 18. Jahrhunderts erbaut |         |            |
| Bild gesucht BW                                                                             |                                                    | Frankfurter Straße 16 LageFlur: 1, Flurstück: 54                      | Eingeschossiger Fachwerkbau, Ende des 19. Jahrhunderts erbaut, heute Sitz des Kindergartens Crainfeld |         |            |
| Bild gesucht BW                                                                             |                                                    | Frankfurter Straße 18 LageFlur: 1, Flurstück: 8/3                     | Wohnhaus, Erdgeschoss massiv | 1925    |            |
| Bild gesucht BW                                                                             | Ehemaliger Haltepunkt Crainfeld der Vogelsbergbahn | Frankfurter Straße 31 LageFlur: 1, Flurstück: 362/1                   | Kleines Stationsgebäude, erbaut 1906 nach einem Entwurf von Ludwig Hofmann | 1906    |            |
| Bild gesucht BW                                                                             | Friedhof, Portal und Gefallenendenkmal             | Hofweg 25 LageFlur: 1, Flurstück: 92                                  | Portal aus der Zeit um 1825, Gefallenendenkmal von 1920 (ursprünglich auf dem früheren Gerichtsplatz errichtet) |         |            |
| Bild gesucht BW                                                                             | Ehemalige Schule                                   | Im Haigen 3 LageFlur: 1, Flurstück: 54/5                              | Früheres Schulhaus (1907–1969), 1907 errichtet, heute Dorfgemeinschaftshaus | 1907    |            |
| Bild gesucht BW                                                                             | Ehemaliges Umspannwerk                             | Im Haigen 18 LageFlur: 1, Flurstück: 353/1                            | mit angebauter früherer Dienstwohnung, zwischen den Ortschaften Crainfeld und Grebenhain 1921 errichtet | 1921    |            |
| weitere Bilder                                                                              | Edelhof                                            | Kreuzstraße 1 LageFlur: 1, Flurstück: 21                              | ehemaliges Wohn- und Amtshaus der Oberschultheißen des Gerichts Crainfeld, 1685 erbaut | 1685    |            |
| Bild gesucht BW                                                                             | Ehemaliger "Hessischer Hof"                        | Kreuzstraße 2 LageFlur: 1, Flurstück: 53                              | Ehemaliges Gasthaus an der Straßenkreuzung, 1905 erbaut | 1905    |            |
| weitere Bilder                                                                              | Evangelische Kirche                                | Kreuzstraße 4 LageFlur: 1, Flurstück: 51/1                            | Pfarrkirche des Evangelischen Kirchspiels Crainfeld, ältester erhaltener Teil ist der gotische Chor (um 1300 erbaut), Kirchenschiff nach Zerstörung 1622 wiederaufgebaut, Turm 1858–1860 anstelle eines baufälligen Vorgängers neu erbaut |         |            |
| Bild gesucht BW                                                                             | Backhaus                                           | Kreuzstraße 6 LageFlur: 1, Flurstück: 31                              | Massivbau aus Basalt, in der zweiten Hälfte des 19. Jahrhunderts erbaut |         |            |
| Bild gesucht BW                                                                             | Alte Schule                                        | Kreuzstraße 7 LageFlur: 1, Flurstück: 28                              | Ehemaliges Schulhaus (bis 1907), 1735 erbaut | 1735    |            |
| Bild gesucht BW                                                                             | Ehemalige Mühle                                    | Kreuzstraße 12 LageFlur: 1, Flurstück: 38/1                           | Streckhof, wohl im letzten Viertel des 18. Jahrhunderts entstanden, Mühlenbetrieb bis 1915 |         |            |
| Bild gesucht BW                                                                             |                                                    | Kreuzstraße 15 LageFlur: 1, Flurstück: 212/3                          | Giebelständiger fünfzoniger Einhof, im späten 18. Jahrhundert erbaut |         |            |
| Haus Nebenstraße 1 in Crainfeld, Ansicht von Westen, Aufnahme 2013                          |                                                    | Nebenstraße 1 LageFlur: 1, Flurstück: 33/3                            | Streckhof, 1712 erbaut | 1712    |            |
| Pfarrhaus                                                                                   | Pfarrhaus                                          | Nebenstraße 7 LageFlur: 1, Flurstück: 41                              | Pfarrhaus, dreizoniger Fachwerkbau vermutlich im 17. Jahrhundert erbaut | 1712    |            |
| Bild gesucht BW                                                                             |                                                    | Nebenstraße 18 LageFlur: 1, Flurstück: 99/1                           | Traufständiger Fachwerkhof, möglicherweise im frühen 18. Jahrhundert erbaut |         |            |
| Grabsteine auf dem Jüdischen Friedhof Crainfeld, Aufnahme 2005                              | Jüdischer Friedhof                                 | Außerhalb der Ortslage (Am Hasselacker) LageFlur: 10, Flurstück: 28/2 | Jüdischer Friedhof, wohl zu Beginn des 19. Jahrhunderts angelegt, 75 Grabsteine |         |            |
| Brücken über die Lüder                                                                      | Brücken über die Lüder                             | Außerhalb der Ortslage (L 3178) LageFlur: 1, Flurstück: 365           | für die Provinzialstraße Herbstein-Steinau, 1844 erbaut | 1844    |            |